# Championnat du monde féminin de volley-ball des moins de 23 ans
Le championnat du monde féminin de volley-ball des moins de 23 ans est une compétition sportive internationale de volley-ball. Il est organisé par la FIVB. Il se déroule tous les deux ans depuis 2013. Les équipes sont composées de femmes âgées de vingt-trois ans ou moins.

## Palmarès
| Année | Lieu      | Champion | Finaliste              | Troisième              | Quatrième              |
| ----- | --------- | -------- | ---------------------- | ---------------------- | ---------------------- |
| 2013  | Tijuana   | Chine    | République dominicaine | Japon                  | États-Unis             |
| 2015  | Ankara    | Brésil   | Turquie                | République dominicaine | Chine                  |
| 2017  | Ljubljana | Turquie  | Slovénie               | Bulgarie               | République dominicaine |

## Tableau des médailles
| Rang | Pays                   | Médaille d'or | Médaille d'argent | Médaille de bronze | Total |
| 1    | Turquie                | 1             | 1                 | 0                  | 2     |
| 2    | Chine                  | 1             | 0                 | 0                  | 1     |
| 2    | Brésil                 | 1             | 0                 | 0                  | 1     |
| 4    | République dominicaine | 0             | 1                 | 1                  | 2     |
| 5    | Slovénie               | 0             | 1                 | 0                  | 1     |
| 6    | Japon                  | 0             | 0                 | 1                  | 1     |
| 6    | Bulgarie               | 0             | 0                 | 1                  | 1     |

## Apparitions
| Pays                   | 2013 (12) | 2015 (12) | 2017 (12) | Total |
| Allemagne              | 8e        | -         | -         | 1     |
| Argentine              | 10e       | -         | 11e       | 2     |
| Brésil                 | 7e        | 1er       | 5e        | 3     |
| Bulgarie               | -         | 7e        | 3e        | 2     |
| Chine                  | 1er       | 5e        | 7e        | 3     |
| Colombie               | -         | 9e        | -         | 1     |
| Cuba                   | 9e        | 11e       | 6e        | 3     |
| Égypte                 | -         | 11e       | 9e        | 2     |
| États-Unis             | 4e        | -         | -         | 1     |
| Italie                 | 6e        | 6e        | -         | 2     |
| Japon                  | 3e        | 4e        | 9e        | 3     |
| Kenya                  | 12e       | -         | 11e       | 2     |
| Mexique                | 11e       | -         | -         | 1     |
| Pérou                  | -         | 9e        | -         | 1     |
| République dominicaine | 2e        | 3e        | 4e        | 3     |
| Slovénie               | -         | -         | 2e        | 1     |
| Thaïlande              | -         | 8e        | 8e        | 2     |
| Turquie                | 5e        | 2e        | 1er       | 3     |

## Meilleures joueuses par tournoi
- 2013 –  Yao Di
- 2015 –  Juma Silva
- 2017 –  Hande Baladın